# Kibungan
Kibungan (Bayan ng Kibungan) är en kommun i Filippinerna. Kommunen ligger på ön Luzon, och tillhör provinsen Benguet. Folkmängden uppgår till 15 036 invånare.
Kibungan är indelat i 7 barangayer.